# روبن هایراپتیان
روبن رافیکی هایراپتیان (ارمنی: Ռուբեն Ռաֆիկի Հայրապետյան انگلیسی: Ruben Hayrapetyan؛ زادهٔ ۹ مارس ۱۹۶۳) یک کارآفرین و سیاستمدار اهل ارمنستان است. وی نماینده دوره های سوم و چهارم مجلس ملی جمهوری ارمنستان بوده‌است.
وی در ۳ ژوئیه ۲۰۱۲، پس از مرگ بحث‌برانگیز پزشک ارتش واهه آوتیان که رستورانی متعلق به روبن هایراپتیان اتفاق افتاد، مجبور شد مجلس را ترک کند.